# Drosophila rustica
Drosophila rustica är en tvåvingeart som beskrevs av Elmo Hardy 1965. Drosophila rustica ingår i släktet Drosophila och familjen daggflugor.
Artens utbredningsområde är Hawaii.